# Deopalpus ratzeburgi
Deopalpus ratzeburgi là một loài ruồi trong họ Tachinidae.